# Дженнетшехр
Дженнетше́хр (перс.  جنتشهر‎) — небольшой город на юге Ирана, в провинции Фарс. Входит в состав шахрестана  Дараб. По данным переписи, на 2006 год население составляло 10 817 человек.

## География
Город находится в юго-восточной части Фарса, в горной местности юго-восточного Загроса, на высоте 1 136 метров над уровнем моря.
Дженнетшехр расположен на расстоянии приблизительно 225 километров к востоку-юго-востоку (ESE) от Шираза, административного центра провинции и на расстоянии 835 километров к юго-юго-востоку (SSE) от Тегерана, столицы страны.